# Petrus Wesseling
Petrus Wesseling, noto anche come Peter Wesselingius, Weßeling, (Burgsteinfurt, 1692 – 1764), è stato un filologo e bibliotecario tedesco.

## Biografia
Nato in Vestfalia, fu discepolo di Gronovius e di Hemsterhuis. Insegnò storia e eloquenza a Deventer, Franeker, Utrecht. 
In seguito diresse le scuole a Middelburg, poi divenne rettore dell'Università di Utrecht e bibliotecario di questa città. 

## Opere
Tra le altre:
- una raccolta di antichi Itinerari romani (Vetera Romanorum itineraria, sive Antonini Augusti itinerarium...), con annotazioni, Amsterdam, 1735 ;
- De origine pontificiae dominationis, 1723 ;
- alcune edizioni di Erodoto e di Diodoro Siculo;
- Observationum variarum libri duo, Amsterdam, 1727. Quest'opera raccoglie diversi pensieri dell'autore sugli autori greci e latini, tra cui Asconio, Aulo Gellio, Esichio, Iseo, Platone e Sofocle; difende Petronio e spiega Scipion and Euphorion.

Inoltre:
- Oratio habita a.d. IV Non. Mai 1726 ad seren. principem Wilhelmum Carolum, Henricum Frisonem cum studiorum causa Leovardia Franequeram migrasset. Franeker 1726
- Ed. Simsonii chronicon historiam catholicam complectens ex recensione et cum animado. P.W. Leiden 1729. Amsterdam 1752
- Probabilium liber singularis, in quo praeter alia, insunt vindiciae verborum Johannis, et Deus erat verbum. Franeker 1731
- Oratio funebris in memoriam Sicconis a Goslinga Kal. Nov. a 1751 dicta. Franeker 1732
- Wilhelmus Car. Henr. Friso Sponsus. Carmen recitatum et editum. Franeker 1734
- Diatribe de Judaeorum archontibus ad inscriptionem Berenicensem et dissertatio de evangeliis iussu Imp. Anastasii non emendatis in Victorem Tunnunensem. Utrecht 1758
- Sam. Petiti leges Atticae cum animadvers. et praefat. P. Wesselingii in Jurisprudentiae Rom. et Att. Tomo III. Leiden 1741
- Diodori Siculi Bibliotheca historica. Amsterdam 1745
- Oratio in natalem Wilhelmi comitis Burani. Utrecht 1748
- Epistola ad v. cl. Venemam de Aquilae in scriptis Philonis Judaei fragmentis et Platonis epistola. XIII cet. Utrecht 1748
- Oratio in obitum seren. principis Wilhelmi C.H. Frisonis. Utrecht 1752
- Dissertatio Herodotea ad Tib. Hemsterhusium. Utrecht 1758
- Oratio in obitum celsiss. principis Annae, faeder. Belg. gubernatricis. Utrecht 1759
- Herodoti Histor. libri IX. Editionem curavit et suas itemque L.C. Valckenaerii notas adi. P.W. Amsterdam 1763